# غارث توماس
غارث توماس (بالإنجليزية: Garth Thomas)‏ هو لاعب كرة قدم أمريكية أمريكي، ولد في 26 نوفمبر 1963.

## وصلات خارجية
- غارث توماس على موقع مرجع كرة القدم المحترفة.كوم (الإنجليزية)